# John Cage
John Milton Cage (født 5. september 1912, død 12. august 1992) var en amerikansk komponist og musikteoretiker.
Han var den betydeligste fornyer af amerikansk kompositionsmusik i anden halvdel af 1900-tallet, og en afgørende inspiration for europæisk avantgarde-musik i 1950'erne og 1960'erne.
Mens han underviste i Seattle(1938-40)organiserede Cage et slagtøjsorkester som opførte hans værker.
Han var elev af Arnold Schönberg og enkelte af hans tidligste kompositioner er baseret på tolvtoneprincipper, men han var fra begyndelsen optaget af klang og rytme som de vigtigste musikalske parametre. Han har gennem hele sit liv eksperimenteret og på én gang fascineret og forarget verden med sin musik.
Hans grundtanke er at musik er lyde. Alle lyde kan gøres til udgangspunkt for en musikalsk lytten. Med dette udgangspunkt har han konstant udfordret forudfattede ideer om musik, og forsøgt at skabe en højere grad af sensibilitet over for de lyde, som omgiver os i hverdagen
Med sine værker udfordrer han forestillingen om kreativ bestemmelse og planlægning, mens han lægger vægt på tilfældet som skabende kraft. I hans musik spiller stilheden eller fraværet af lyd også en stor rolle. Et af hans mere berømte værker 4´33 (1952), som blev uropført af pianisten David Tudor, fremføres ved at instrumentalisten(erne) intet spiller i fire minutter og treogtredive sekundter.

## Værker
- First Construction in Metal (1939)
- Living Room Music (1940)
- Credo In Us (1942)
- Music for Marcel Duchamp (1947)
- Sonates et interludes (1948)
- Music of Changes (1951)
- 4'33 (1952)
- Radio Music (1956)
- Fontana Mix (1958)
- Cartridge Music (1960)
- Variations II (1961)
- 0'00 (4'33" No.2) (1962)
- Cheap Imitation (1969)
- HPSCHD (1969)
- Branches (1976)
- Litany for the Whale (1980)
- Ryoanji (1983)
- But What About the Noise of Crumpling Paper (1985)
- As SLow aS Possible (1985)
- Organ²/ASLSP (As SLow aS Possible) (1987)
- Europeras 1 & 2 (1987)
- Four6 (1992)